# Toupie de Mendras
La toupie de Mendras est une modélisation graphique du concept de moyennisation, réalisée et explicitée par Henri Mendras.

## Présentation

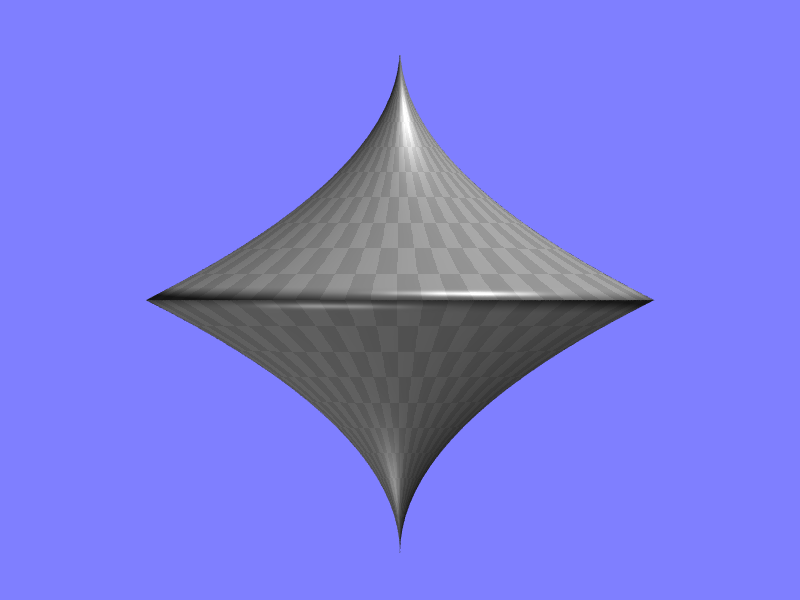
La forme de la toupie retenue par Mendras pour illustrer le concept de moyennisation

Un exemple de la toupie de Mendras

Basée sur une forme de toupie, cette modélisation est basée sur une analogie avec la cosmographie : la toupie représente la société dans son ensemble et est composée de constellations représentant les différents groupes sociaux.
La constellation centrale est la plus importante, d'où l'utilisation de l'image de la toupie.
La constellation centrale exerce aussi une influence sur les groupes secondaires, comme la « constellation des élites » ou la « constellation des pauvres », atténuant ainsi  certains clivages sociaux et tendant à l'homogénéisation des comportements. À ce titre, la toupie de Mendras est une illustration du concept de moyennisation, mais également d'une certaine souplesse de la stratification sociale : il est possible de « passer » d'une constellation à l'autre. C'est ce qu'on appelle la mobilité sociale.